# Jean-David Beauguel
Jean-David Beauguel (ur. 21 marca 1992 w Strasburgu) – francuski piłkarz występujący na pozycji napastnika.